# 伊比利亚堂区 (路易斯安那州)
伊比利亞堂區（英語：Iberia Parish）是位於美國路易斯安那州南部的一個堂區，由大陸部分及無人的馬什島 (Marsh Island)組成。面積2,670平方公里。根据2020年人口普查，该教区的人口为69,929。教区所在地为新伊比利亚。
成立於1868年10月3日。堂區名由西班牙人命名，以紀念其家鄉伊比利亚半岛。它是该州22个教区的阿卡迪亚纳地区的一部分，拥有大量法语人口。一些法裔居民的祖先在18世纪被英国人从现今加拿大的阿卡迪亚驱逐后定居于此。从历史上看，它也是甘蔗种植中心，产糖量是该州所有教区中最高的。
伊比利亚教区是拉斐特都会区的一部分。伊比利亚港有一条水路可通往墨西哥湾沿岸。

## 历史
伊比利亚教区于1868年由圣马丁教区和圣玛丽教区的部分地区创建。这是重建时代政府创建教区的努力之一，这些教区中共和党人占多数，主要由当时的自由民组成。
由于气候和降水非常适合当时利润很高的甘蔗的种植，在南北战争前该地区已经出现了较多的甘蔗种植园。白人种植园主购买奴隶在这些种植园种植甘蔗，甘蔗被运到邻近城镇制成糖，销往全美各地获得了丰厚利润。
由于地处偏僻，南北战争并未对该地造成严重破坏，但北方的封锁和战后廉价劳动力（奴隶）的消失对该地的经济造成了严重打击。由于本地白人对战后秩序的敌视和经济的衰退，针对黑人的暴力和歧视较为严重。同时路易斯安那州也是吉姆克劳法实施的州份之一。
重建时代之后的时期是暴力事件不断增加的时期，尤其是在世纪之交和20世纪初。在此期间，人口稠密的伊比利亚教区有26名黑人被3K党私刑处死，这是种族恐怖主义的一部分。这是路易斯安那州所有教区中第五高的私刑总数，与博西尔教区的私刑总数持平。
20世纪墨西哥湾发现石油后，教区经济发生了显著变化。伊比利亚港发展成为工业中心。非裔美国人开始获得新类型的工作。伊比利亚的糖产量是全州最高的。

## 地理
根据美国人口普查局的数据，该教区总面积为1,031平方英里（2,670平方公里），其中574平方英里（1,490 平方公里）为陆地，456平方英里（1,180平方公里）（44%）为水域。其中包括马什岛。

### 邻近教区
- 圣马丁堂区 （北、南）
- 伊贝维尔堂区 (东北部)
- 圣母升天堂区 （东部）
- 圣玛丽堂区 (东南)
- 朱红堂区 （西）
- 拉斐特堂区 (西北部)

## 人口
截至2020年美国人口普查，该堂区共有69,929人、26,185户家庭和20,409个家庭。2019年美国社区调查估计，伊比利亚教区有69,830人。大约 25.6% 的人口年龄在18岁以下，51.1%的人口为女性。在2000 年的人口普查中，该教区共有73,266人、25,381户家庭和19,162个家庭。人口密度为每平方英里127人（每平方公里 49 人）。有27,844个住房单元，平均密度为每平方英里 48 个（每平方公里 19 个）。
| 调查年                                                      | 人口   | 备注 | %±     |
| ----------------------------------------------------------- | ------ | ---- | ------ |
| 1870                                                        | 9,042  |      | —      |
| 1880                                                        | 16,676 |      | 84.4%  |
| 1890                                                        | 20,997 |      | 25.9%  |
| 1900                                                        | 29,015 |      | 38.2%  |
| 1910                                                        | 31,262 |      | 7.7%   |
| 1920                                                        | 26,855 |      | −14.1% |
| 1930                                                        | 28,192 |      | 5.0%   |
| 1940                                                        | 37,183 |      | 31.9%  |
| 1950                                                        | 40,059 |      | 7.7%   |
| 1960                                                        | 51,657 |      | 29.0%  |
| 1970                                                        | 57,397 |      | 11.1%  |
| 1980                                                        | 63,752 |      | 11.1%  |
| 1990                                                        | 68,297 |      | 7.1%   |
| 2000                                                        | 73,266 |      | 7.3%   |
| 2010                                                        | 73,240 |      | 0.0%   |
| 2020                                                        | 69,929 |      | −4.5%  |
| U.S. Decennial Census 1790-19601900-1990 1990-20002010-2013 |        |      |        |

| 种族                         | 人口数 | 占比（%） |
| ---------------------------- | ------ | --------- |
| 白人（非西语裔）             | 38,572 | 55.16%    |
| 黑人或非裔美国人（非西语裔） | 22,984 | 32.87%    |
| 美洲原住民                   | 247    | 0.35%     |
| 亚裔                         | 1,933  | 2.76%     |
| 太平洋岛原住民               | 3      | 0.0%      |
| 其他/混合种族                | 2,293  | 3.28%     |
| 西语裔或拉丁裔               | 3,897  | 5.57%     |

1. ↑  . U.S. Census Bureau.   [2024-06-17]. （原始内容存档于2023-08-11）.
2. ↑  . Center for Cultural and Eco-Tourism.   [September 4, 2014]. （原始内容存档于2008-09-08）.
3. ↑  Gannett, Henry. . Govt. Print. Off. 1905: 164.
4. ↑  . stmartinparishclerkofcourt.com. （原始内容存档于March 16, 2015）.
5. ↑  Lynching in America, Third Edition: Supplement by County 的存檔，存档日期October 23, 2017，., p. 6, Equal Justice Initiative, Mobile, AL, 2017
6. ↑  . United States Census Bureau. August 22, 2012  [August 20, 2014]. （原始内容存档于September 28, 2013）.
7. ↑  . United States Census Bureau.   [August 20, 2014]. （原始内容存档于2015-04-26）.
8. ↑  . University of Virginia Library.   [August 20, 2014]. （原始内容存档于2012-08-11）.
9. ↑  . United States Census Bureau.   [August 20, 2014]. （原始内容存档于2014-09-15）.
10. ↑   (PDF). United States Census Bureau.   [August 20, 2014]. （原始内容存档 (PDF)于March 27, 2010）.
11. ↑  . United States Census Bureau.   [August 9, 2013]. （原始内容存档于June 6, 2011）.
12. ↑  . data.census.gov.   [December 29, 2021]. （原始内容存档于2021-12-29）.